# Квартира 7А
«Квартира 7А» — фильм американского режиссёра Натали Эрики Джеймс в жанре психологического триллера, приквел картины «Ребёнок Розмари». Главную роль в фильме сыграла Джулия Гарнер.

## Сюжет
Фильм является приквелом картины «Ребёнок Розмари» — первой части «квартирной трилогии» Романа Полански. Литературной основой сценария стал роман Айры Левина.

## В ролях
- Джулия Гарнер[2] — Терри
- Дайан Уист[3] — Минни
- Марли Сиу[4] — Энни

## Производство и премьера
Работа над картиной началась в марте 2021 года. Режиссёром стала Натали Эрика Джеймс, написавшая сценарий совместно с Кристианом Уайтом, продюсерами — Джон Красински, Эллисон Сигер, Майкл Бэй, Эндрю Форм и Брэд Фуллер. Производством занялись студии Paramount Players, Sunday Night Productions и Platinum Dunes. Главную роль в картине получила Джулия Гарнер.
В июне 2022 года было объявлено, что съёмки фильма, проходившие в Великобритании, окончены. Позже в том же месяце Bloody Disgusting сообщил, что «Квартира 7А» — это приквел к фильму Романа Полански «Ребенок Розмари». В августе 2022 года стало известно, что картина основана на романе Айры Левина 1967 года.
Обозреватель Фильм.ру включил «Квартиру 7А» в список 10 «самых ожидаемых хорроров года», предположив, что эта картина, связанная с культовой классикой, может стать прорывом для Натали Эрики Джеймс.